# الحوض الطويل
قرية الحوض الطويل هي إحدى القرى التابعة لمركز منيا القمح في محافظة الشرقية في جمهورية مصر العربية. حسب إحصاءات سنة 2006، بلغ إجمالي السكان في الحوض الطويل 4871 نسمة، منهم 2518 رجل و2353 امرأة.